# Червена мухоморка
Червената мухоморка (Amanita muscaria) е слабо отровна гъба от род Мухоморка. Красивото ѝ плодно тяло е добре познато от детски картинки и илюстрации на фолклорни приказки. Освен в България тя е разпространена и в Западна Европа, Северна и Южна Америка, Южна Африка, Азия и Австралия. Съществува по-блед вариант в Европа, A. muscaria var. formosa.
Чести са отравянията при сбъркване с булката, когато приетите количества са големи. Има и хипотези, че тя е била свещена гъба в ранното християнство.
Расте от почвата на всякакви гори и се открива лесно и сравнително често.

## Описание

### Шапка
Обикновено диаметърът ѝ стига 15,5 см, но се намират и екземпляри с по-широки гугли. Цветът на горната повърхност е ярко карминено-червен и монотонен. При остаряване, цветът губи яркостта си и гуглата може да стане оранжева. Гуглата е осеяна с многобройни малки бели парченца (остатъци от общото покривало), които са наредени в няколко правилни концентрични кръга. Парченцата също може да липсват, поради старост или измиване от дъжд.

### Ламели
Бели, свободни, гъсти

### Спори
Бели, елиптични и продълговати.

### Споров прашец
Бял.

### Пънче
Стройно, високо (до 15 см) и оцветено в бяло. Пръстенче има, голямо и висящо. Основата е кълбовидна. Волвата (долната част на Общото покривало) е плътно прираснала към пънчето, чрез 3 – 4 степенувани ръбести кръга.

## Галерия
- Млади червени мухоморки
- Стара червена мухоморка